# Staatliche Universität Kostroma
Die Staatliche Universität Nikolai Alexejewitsch Nekrassow Kostroma (russisch Костромской государственный университет имени Н. А. Некрасова Kostromskoi gossudarstwennyj uniwersitet imeni N A Nekrassowa) ist eine rund 7000 Studenten zählende Universität in der russischen Großstadt Kostroma. Ein Großteil der Universitätseinrichtungen ist im zentralen Campus in der Altstadt Kostromas nahe der Wolgapromenade ansässig.

## Geschichte
Die Universität wurde im November 1918 als Arbeiter- und Bauernuniversität gegründet mit dem ursprünglichen Ziel, den ärmeren Bevölkerungsschichten nach der Oktoberrevolution höhere Bildung zu ermöglichen, ohne dass sie hierfür Geld zahlen oder Aufnahmeprüfungen bestehen mussten. 1921 musste die Hochschule jedoch aufgrund wirtschaftlicher Nöte im Bürgerkrieg wieder aufgelöst werden.
1939 erfolgte mit der Einrichtung einer pädagogischen Hochschule ein weiterer Versuch, eine Hochschule in Kostroma zu etablieren. 1946 erhielt die Schule den Namen des Dichters Nekrassow, der auch in der Gegend um Kostroma wirkte, und ab 1949 hieß die Hochschule offiziell Pädagogisches Nekrassow-Institut Kostroma. Den Höhepunkt seiner Entwicklung erlebte das Institut in den 1960er- bis 1980er-Jahren, als es um neue Fakultäten und später auch um Filialen in anderen Städten (Scharja, Kirowsk) erweitert wurde. Im Jahre 2001 wurde das Institut für Wirtschaftswissenschaften gegründet, das inzwischen zahlreiche Absolventen hervorgebracht hat. Es kooperiert u. a. eng mit der deutschen FOM Hochschule für Oekonomie und Management.
Den Status einer Volluniversität und den heutigen Namen erhielt die Hochschule am 5. Januar 1999.
Im September 2011 wurde am Pädagogisch-Psychologischen Institut der Universität das Internationale Zentrum für Klinische Psychologie und Psychotherapie (ICCPP) eröffnet.

## Einrichtungen

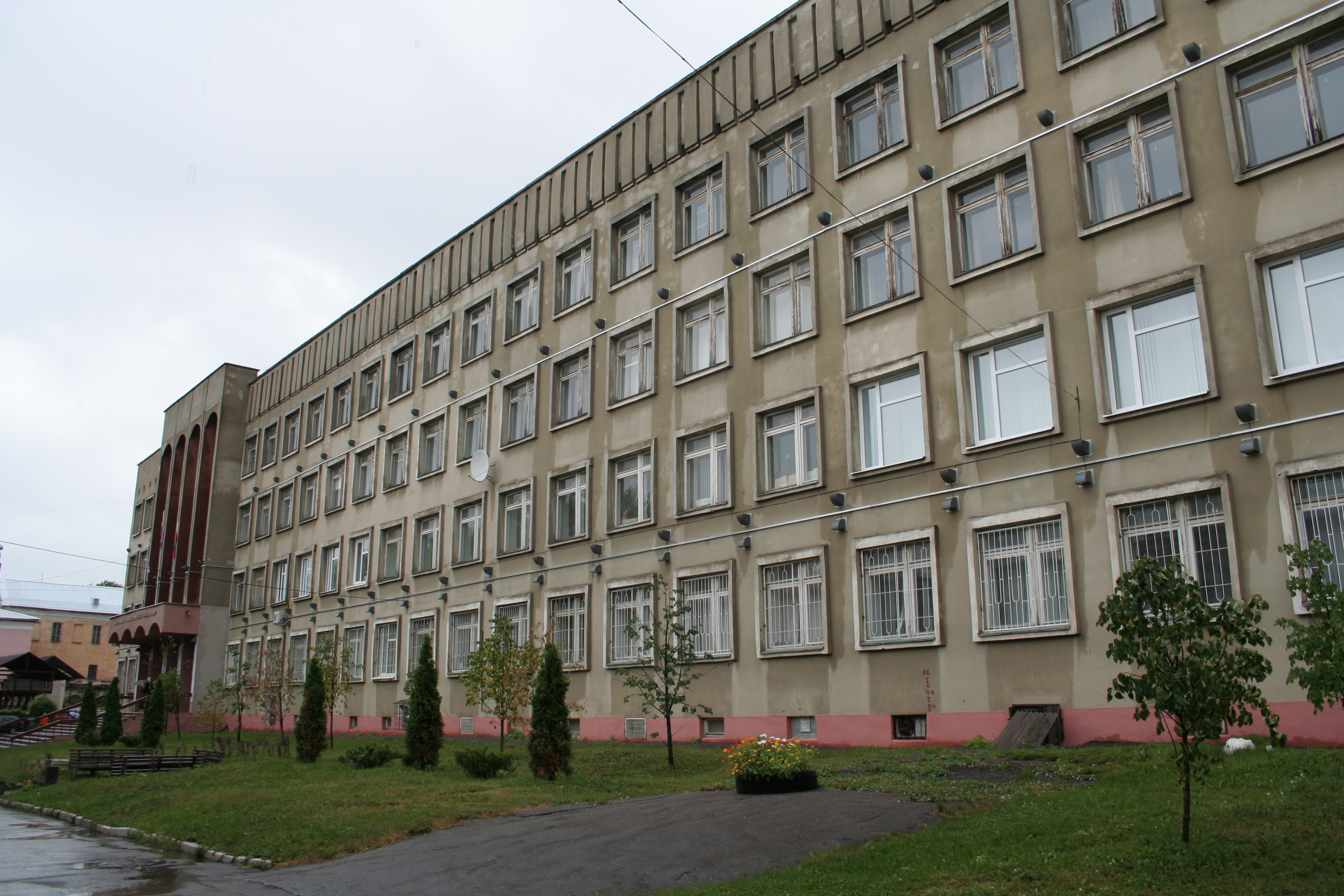
Hauptgebäude

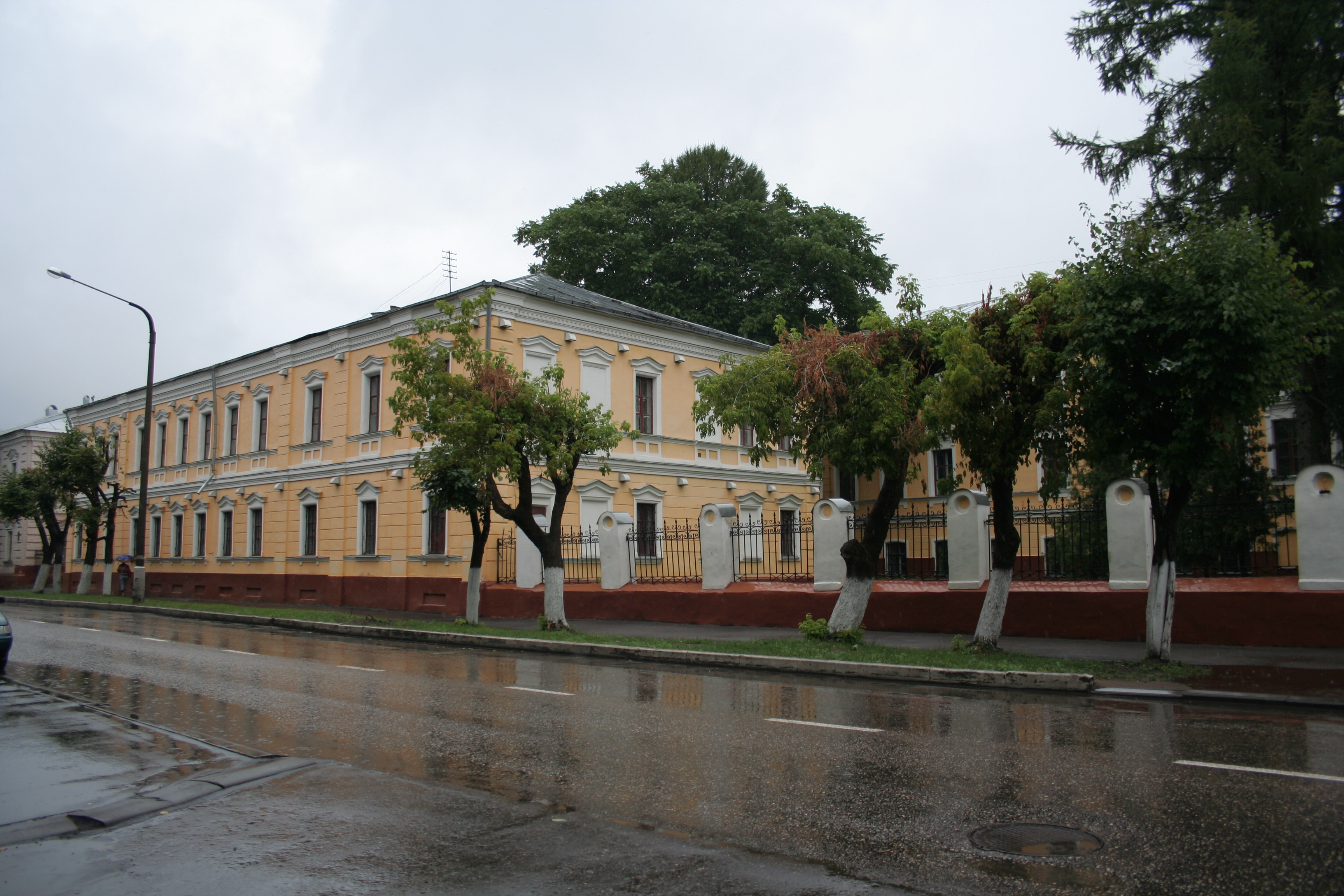
Fakultät für Geschichte

Die heutige Universität besteht aus zwei Instituten, einem Zentrum und zehn Fakultäten:
- Institut für Pädagogik und Psychologie
- Institut für Ökonomie
- Internationales Zentrum für Klinische Psychologie und Psychotherapie
- Fakultät für Fremdsprachen
- Fakultät für Geschichte
- Fakultät für Industriepädagogik
- Fakultät für Kunst und Graphik
- Fakultät für Musikpädagogik
- Fakultät für Naturkunde
- Fakultät für Philologie
- Fakultät für Physik und Mathematik
- Fakultät für Sport
- Fakultät für Technologie und Service

## Internationale Hochschulkooperationen
Zur Universität Kostroma gehört auch das sogenannte Russisch-deutsche Zentrum für Kultur- und Bildungsbeziehungen und -programme (russ. Российско-германский центр культурно-образовательных связей и программ), das unter anderem den Studentenaustausch mit der Evangelischen Fachhochschule Rheinland-Westfalen-Lippe in Bochum, der FOM – Hochschule für Oekonomie und Management in Essen, der Evangelischen Fachhochschule in Darmstadt und der Internationalen Akademie des Psychotherapeutischen Instituts Bergerhausen in Duisburg organisiert.

## Rektoren
1. Талов Л. Н. (1949–1954)
2. Землянский Фёдор Маркович (1954–1961)
3. Синяжников Михаил Иванович (1961–1986)
4. Панин Валентин Семёнович (1986–1989)
5. Рассадин Николай Михайлович (1989–2014)
6. Наумов Александр Рудольфович (2014– )

## Ehren-Doktorate und Ehren-Professuren
1. Peter Metten - Staatskanzlei des Landes Nordrhein-Westfalen - Düsseldorf, Deutschland - Jahr der Verleihung des Titels: 2004
2. Reinhold Gläß- "Vetter Consulting" GmbH - Essen, Deutschland - Jahr der Verleihung des Titels: 2004
3. Rolf Colsmann - FOM Hochschule fuer Oekonomie und Management, Deutschland - Jahr der Verleihung des Titels: 2004
4. Gert Straßer - Evangelische Fachhochschule - Darmstadt, Deutschland - Jahr der Verleihung des Titels: 2006
5. Alexa Koehler-Offierski - Evangelische Fachhochschule - Darmstadt, Deutschland - Jahr der Verleihung des Titels: 2006
6. Harry Walter - Universität nach Ernst Moritz Arndt benannt - Greifswald, Deutschland - Jahr der Verleihung des Titels: 2008
7. Winfried Seelisch - Evangelische Fachhochschule - Darmstadt, Deutschland - Jahr der Verleihung des Titels: 2010
8. Hans-Werner Gessmann - International Center of Clinical Psychology and Psychotherapy - Aichach, Deutschland - Jahr der Verleihung des Titels: 2011

Ehrendoktorate der Fachhochschule in Darmstadt für die aktive langfristige Zusammenarbeit wurden vergeben an:
1. Nikolai Michailowitsch Rassadin - Rektor der KSU. NA Nekrasov - Jahr der Verleihung des Titels: 2009
2. Lidia Vaulina - Prorektorin für Internationale Angelegenheiten KSU. NA Nekrasov - Jahr der Verleihung des Titels: 2009